# Lighters
"Lighters"는 미국의 힙합 듀오 배드 미츠 이블의 노래로, 브루노 마스가 피처링을 맡았다. Hell: The Sequel에 수록되어 있다.